# Rombas
Rombas (deutsch Rombach, lothringisch Rombéch) ist eine französische Stadt mit 9534 Einwohnern (Stand 1. Januar 2022) im Département Moselle in der Region Grand Est (vor 2016 Lothringen). Sie gehört zum Arrondissement Metz und zum Kanton Rombas. Die Barben und die Kreuze im Stadtwappen sind die Insignien des Herzogtums Bar, zu dem Rombas gehörte; das Schwert ist das Emblem der ehemaligen Abtei Saint Paul in Verdun, die das Patronatsrecht über Rombas hatte.

## Geographie
Die Gemeinde liegt etwa 20 Kilometer nordwestlich von Metz im Ornetal.

## Geschichte
Der Ort ist nach einem Franken namens Rumo benannt, der das Gebiet im 7. Jahrhundert in Besitz nahm. 972 wurde der Ort als Romesbach erwähnt, der französische Name tauchte erstmals 1185 als Romesbas auf. Dann Romebar (1264), Roumebac (1285), Rombar (1298), Romba ou Redingen (1572), Rombach (18. Jahrhundert).
Rombas lag seit dem Mittelalter auf der französischen Seite der historischen deutsch-französischen Sprachgrenze, die nur wenige Kilometer östlich verlief. Im Deutsch-Französischen Krieg wurde der Ort 1870 von den Deutschen annektiert. In der Folge veränderte sich auch die wirtschaftliche Situation. Die fast tausendjährige Tradition des Weinanbaus wurde zurückgedrängt, während parallel dazu die Industrialisierung voranschritt. 1871 wurden Untersuchungen zur Erkundung von Erzvorkommen aufgenommen und 1873 dafür Konzessionen an Carl Spaeter vergeben. Spaeter gründete 1881 zunächst die Société des Forges de Rombas (Gesellschaft der Eisenwerke von Rombas), aus der am 1. Juli 1888 die Rombacher Hüttenwerke hervorgingen. Im Frühjahr 1889 begann der Bau der Fabrik, und 1890 wurden die ersten beiden Hochöfen in Betrieb genommen.
Die Fabrik entwickelte sich in den Folgejahren stetig weiter und verfügte im Jahr 1903 über Bergwerke, Hochöfen, Stahlwerke, Walzwerke, Zementwerke und ergänzenden Anlagen. Parallel dazu entwickelte sich die Stadt, die Einwohnerzahlen stiegen, und neue Stadtteile entstanden.
Im Jahr 1918, nur 48 Jahre nach der Annexion, wurde Rombas wieder französisch. Das bis dahin zu den Rombacher Hüttenwerken gehörende Industriekonglomerat in Rombas verlor seine deutschen Eigentümer und wurde 1920 von der Société Lorraine des Aciéries de Rombas (SLAR) übernommen. Der wirtschaftlichen Entwicklung der Stadt hat dies nicht wesentlich geschadet. Die Stahlindustrie blieb der bestimmende Faktor für die kommunale Entwicklung.

„Industrie, Handel, Stadtplanung, Kultur, Sport und Gesundheit standen unter dem direkten Einfluss der Stahlindustrie.
Die parallel verlaufende Entwicklung der Stahlindustrie und das Wachstum der Bevölkerung in Rombas veranlassten die Industriellen, Geschäfte, ein Krankenhaus, Sportvereine, Kultur- und Musikvereine, aber auch Wohnsiedlungen für ihre Arbeiter und Führungskräfte zu schaffen.
Man kann getrost behaupten, dass fast ein Jahrhundert lang die meisten nennenswerten Veränderungen in ROMBAS, insbesondere im Bereich der Stadtplanung und der Einrichtungen, in direktem Zusammenhang mit der Fabrik standen.“

Details über die weitere Entwicklung in Rombas und der Hüttenwerke fehlen, sowohl auf der städtischen Homepage als auch auf der Seite über die Usine de Rombas.

### Rombas im Zweiten Weltkrieg
Nach Frankreichs Niederlage im Westfeldzug und der Unterzeichnung des Waffenstillstands von Compiègne (1940) gehörte Rombas zur besetzten Zone. Das Hüttenwerk wurde von den Besatzern beschlagnahmt und im März 1941 Friedrich Flick treuhänderisch zugeteilt. Dessen Sohn Otto-Ernst Flick war zwischen 1941 und 1944 Vorsitzender der Geschäftsführung der Rombacher Hüttenwerke. Während Otto-Ernst Flick auf der Webseite Usine de Rombas – Rombacher Hütte nicht erwähnt wird, ist dort aber der Name von dessen Schwiegervater Karl Raabe zu finden, von dem es heißt: „Raabe Karl, Dipl.-Ing., Generaldirektor, Vorsitzer des Vorstandes der Rombacher Hüttenwerke G.m.b.H.“.
Informationen über das Leben unter der Besatzung und die Arbeitsbedingungen im Hüttenwerk existieren nur spärlich.

„Das Arbeitsregime in dem jetzt ,Rombacher Hüttenwerke' genannten Unternehmen wurde wegen ehrgeiziger Produktionsziele und Einziehung zahlreicher Fachkräfte in die Wehrmacht [...] immer strenger und brutaler. Gegen Ende waren über die Hälfte der Belegschaft (meist sowjetische) Kriegsgefangene und Zwangsarbeiter, die in zwei Lagern nahe dem Stahlwerk untergebracht waren. ,Ostarbeiter' wurden vom Werksschutz z.T. misshandelt; im Sommer [ohne Jahresangabe] wurden vier von ihnen wegen Fluchtversuchs gehängt.“

Ob es darüber hinaus in Rombas auch ein Centre de Rassemblement des Etrangers (CRE, Sammelstelle für Ausländer) gab, wie in einigen Quellen vermerkt, ließ sich nicht verifizieren.
Gegen die Zustände im Hüttenwerk regte sich auch der Widerstand in Rombas. Die Résistance organisierte sich und leistete Fluchthilfe für französische und sowjetische Kriegsgefangene sowie für Verweigerer des Reichsarbeitsdienstes und des Wehrdienstes. Am 30. Juli 1942 verhaftete die Gestapo in Rombas die Mitglieder eines Fluchthelfernetzwerks; die Verantwortlichen wurden deportiert.
Im Hüttenwerk verteilten der Résistance angehörende Arbeiter Flugblätter und agitierten gegen die Besatzer. Das rief die Gestapo auf den Plan, die von Herbst 1943 bis zum Frühjahr 1944 in mehreren Razzien dutzende von Stahlarbeitern verhaftete und über das Sonderlager Feste Goeben in Konzentrationslager deportierte. Führende Köpfe der Résistance wurden erschossen oder erlagen ihren Folterungen.
Rombas wurde am 4. September 1944 befreit. Noch kurz zuvor wurde die Bevölkerung durch Soldaten der Wehrmacht zwangsweise evakuiert, wobei mehrere Personen erschossen wurden. In Rombas gab es zudem eine größere Anzahl von für die Wehrmacht zwangsrekrutierten Männern, den sogenannten Malgré-nous. Von ihnen kamen 93 Personen im Krieg um, meist an der Ostfront.
Friedrich Flick wurde im Dezember 1947 im Flick-Prozess, in dem es auch um seine Übernahme der Rombacher Hüttenwerke ging, zu sieben Jahren Haft verurteilt. Im Fall der Rombacher Hüttenwerke wurde er wegen rechtswidriger Eigentumsvorenthaltung bestraft.

### Rombas nach dem Ende des Zweiten Weltkriegs
Die offizielle Webseite der Stadt beschreibt die weitere Entwicklung erst wieder ab 1970 wie folgt:

„Ab den 1970er Jahren haben jedoch die weltweite Krise, die allmähliche Aufgabe der kontinentalen Stahlindustrie zugunsten der Küstenstahlindustrie wie in Fos sur Mer den Einfluss der Stahlindustrie auf das Leben der Stadt nach und nach verringert. Der allmähliche Rückzug der Stahlindustrie aus allen nicht-industriellen Bereichen, um sich wieder auf ihr Kerngeschäft zu konzentrieren, hätte ohne eine dynamische Übernahme der Geschäfte durch die Gemeindeverwaltung zu einem langsamen Niedergang der Stadt führen können.“

Auf der Seite Usine de Rombas – Rombacher Hütte wird die Nachkriegsgeschichte des Betriebs erst ab 1950 weiter beschrieben. Der Eintrag markiert den Auftakt zu einer Reihe von Besitzwechseln in den folgenden Jahren und endet mit dem Jahr 1998, der Schließung der letzten Hochöfen R5 und R7 (Fermeture des derniers hauts-fourneaux R5 et R7).

### Bevölkerungsentwicklung
| Jahr      | 1962   | 1968   | 1975   | 1982   | 1990   | 1999   | 2007   | 2019 |
| Einwohner | 10.492 | 12.412 | 13.303 | 11.733 | 10.844 | 10.742 | 10.061 | 9861 |

## Verkehr
Der Haltepunkt Rombas-Clouange liegt an der Bahnstrecke Saint-Hilaire-au-Temple–Hagondange.

## Partnerschaft
Rombas unterhält eine Partnerschaft zur hessischen Stadt Heringen (Werra).

Türme in Rombas
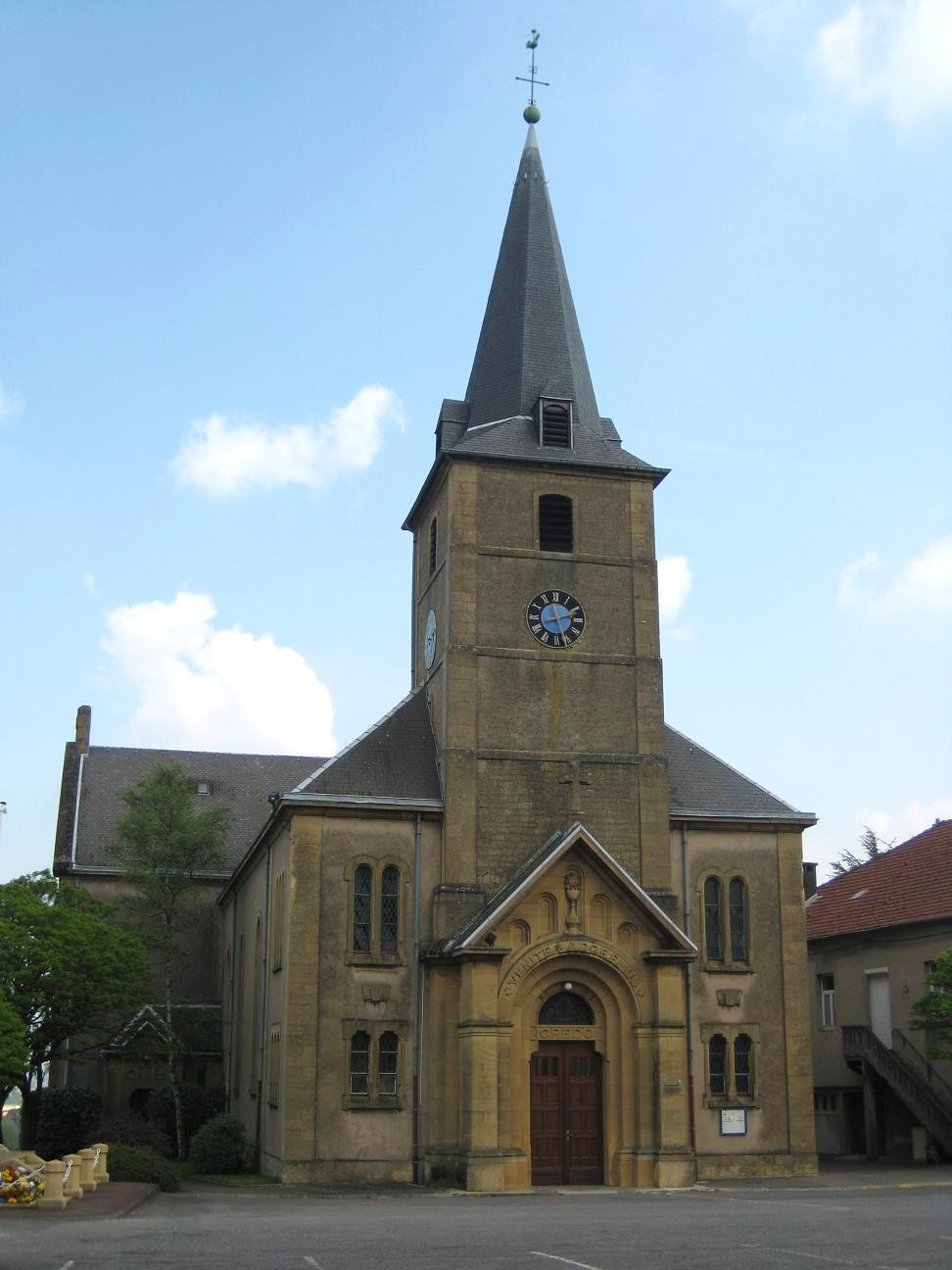
Kirche Saint-Rémi
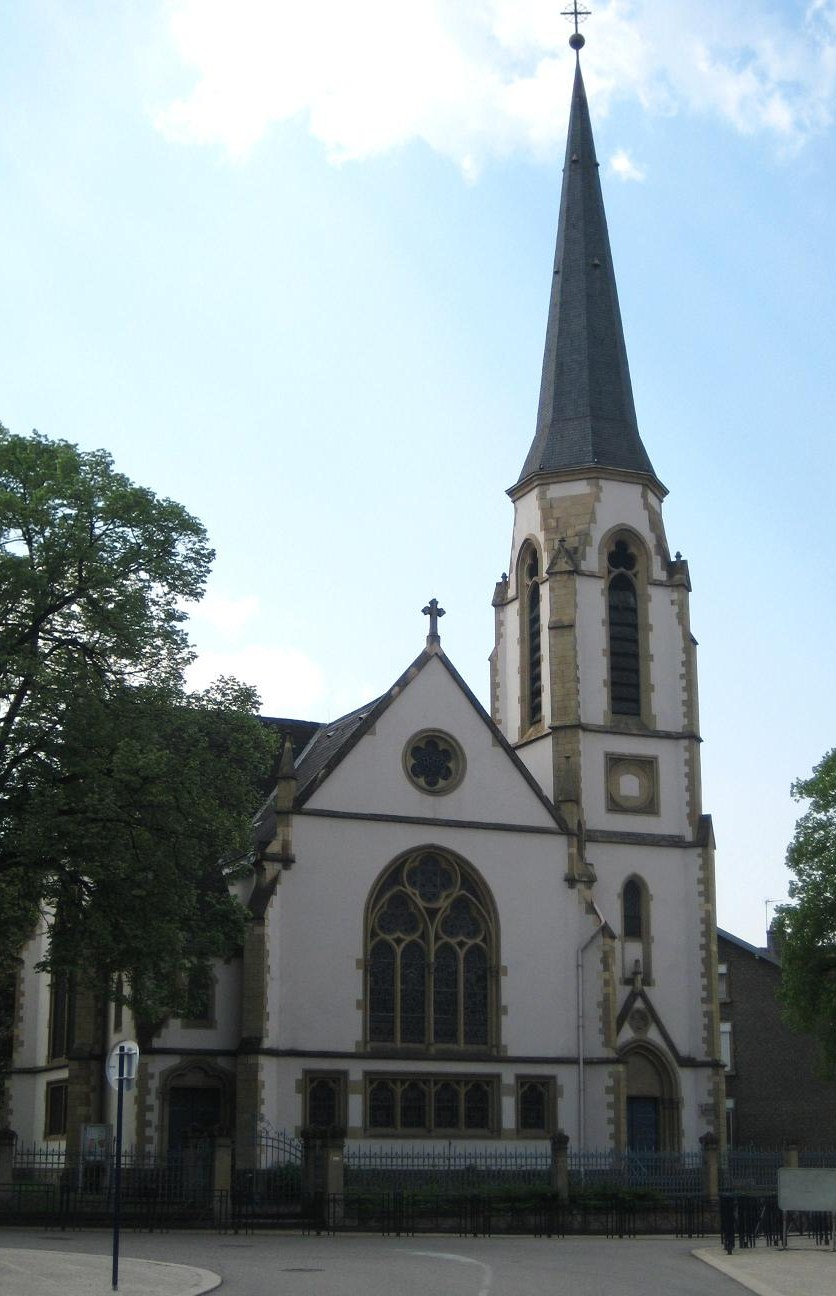
Reformierte Kirche (EPRAL)
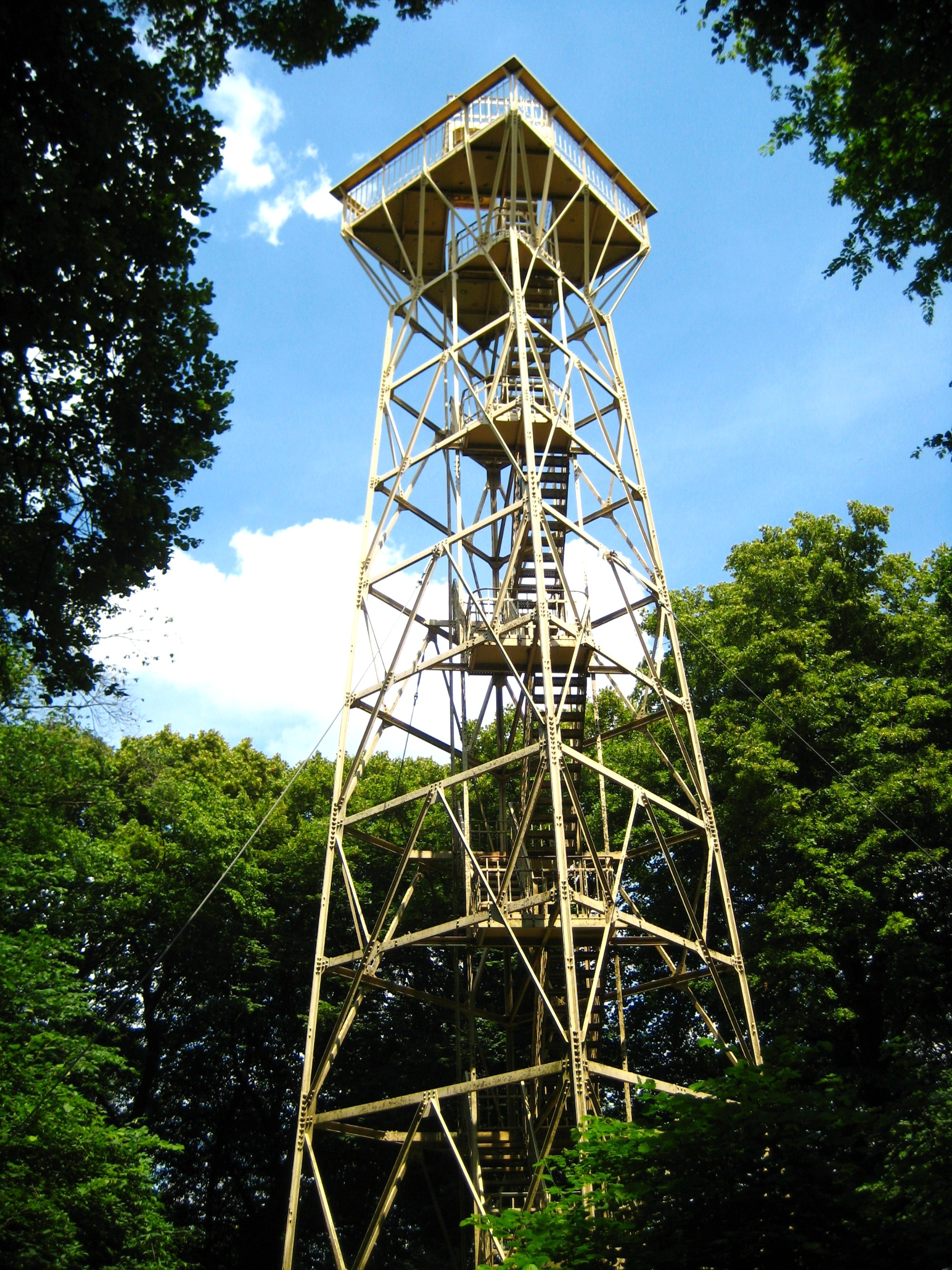
24 m hoher Tour de Drince

## Persönlichkeiten
- Hans Bardo (1901–?), Opfer des Nationalsozialismus

- Gert-Rudolf Flick (* 1943), deutscher Jurist, Unternehmer und Kunstsammler

## Belege
1. ↑  Auf dieser Wappenbeschreibung auf genealogie-lorraine.fr (französisch) ist von „les bars“ die Rede, was auf Barsche verweist. auf der Homepage der Stadt werden die Fische als „les barbeaux“ bezeichnet (Site Officiel de la ville de Rombas: Patrimonie, siehe Weblinks), was ebenfalls zu Barben als Wappenfische führt.
2. ↑  Bouteiller - Dictionnaire topographique de l’ancien département de la Moselle
3. 1 2 3  Site Officiel de la ville de Rombas: Patrimonie
4. ↑  Für einen Einblick in die Geschäftstätigkeit zwischen 1903 und 1909 siehe: Rombaclier Hüttenwerke in Rombach, Lothringen. Für historisches Bildmaterial: Rombacher Hüttenwerke Aktien-Gesellschaft
5. ↑  Usine de Rombas - Rombacher Hütte
6. ↑  „Industrie, commerce, urbanisme, culture, sports, santé sont sous l’emprise directe de la sidérurgie.
En effet, le développement conjoint des activités sidérurgiques et l’accroissement de la population rombasienne conduisent les industriels à créer des magasins, un hôpital, des clubs sportifs, des associations culturelles et musicales mais aussi des lotissements pour loger ses ouvriers et ses cadres.
On peut affirmer sans crainte que pendant près d’un siècle, la plupart des changements notables intervenus à ROMBAS, notamment en matière d'urbanisme et d'équipements ont un lien direct avec l'usine.“
7. 1 2 3 4  Gedenkorte Europa 1939-1945: Rombas
8. ↑  Ein Hinweis auf ein CRE in Rombas findet sich zum Beispiel bei Michel Annet: Les Camps d’Internement Français en 1939-1944 – Etude philatélique et historique, présenté par L' Association Philatélique de Rouen et Agglomération, 2006 (Online)
9. ↑  Auf der Seite Gedenkorte Europa ist eine sich darauf beziehende Gedenktafel abgebildet.
10. ↑  Flick-Prozess#Die einzelnen Anklagepunkte und das Urteil. Auf der Seite Gedenkorte Europa heißt es dagegen in völliger Umkehrung der Aussagen auf der Wikipedia-Seite: „In Bezug auf die Rombacher Hütte wurde er wegen des Einsatzes von Sklavenarbeitern verurteilt, vom Vorwurf der 'Plünderung' aber freigesprochen.“ Dieser Widerspruch konnte im Zuge der Recherche nicht aufgelöst werden.
11. ↑  „Cependant, à partir des années 1970, la crise mondiale, l’abandon progressif de la sidérurgie continentale au profit de la sidérurgie côtière comme Fos sur Mer ont peu à peu réduit l'influence de la sidérurgie sur la vie de la cité. Le désengagement progressif de la sidérurgie de tous les secteurs non industriels pour se recentrer sur son activité principale aurait pu entraîner un lent déclin de la ville sans une reprise en main dynamique des affaires par l’administration communale.“